# 罗圈背水库
罗圈背水库是中国辽宁省丹东市东港市境内的一座水库，位于大洋河支流小洋河上，建于1972年。水库正常库容为5010万立方米，集雨面积为115平方千米，海拔为85米。